# Liste der Biografien/Kali
Liste der Biografien |
Portal Biografien |
Personensuche
# |
A |
B |
C |
D |
E |
F |
G |
H |
I |
J |
K |
L |
M |
N |
O |
P |
Q |
R |
S |
T |
U |
V |
W |
X |
Y |
Z |
?
 
Ka |
Kb |
Kc |
Kd |
Ke |
Kf |
Kg |
Kh |
Ki |
Kj |
Kl |
Km |
Kn |
Ko |
Kp |
Kr |
Ks |
Kt |
Ku |
Kv |
Kw |
Ky |
Kx |
Kz
 
Kaa–Kag |
Kah |
Kai |
Kaj |
Kak |
Kal |
Kam |
Kan |
Kao |
Kap |
Kar |
Kas |
Kat |
Kau |
Kav |
Kaw |
Kay |
Kaz
 
Kala |
Kalb |
Kalc |
Kald |
Kale |
Kalf |
Kalh |
Kali |
Kalj |
Kalk |
Kall |
Kalm |
Kaln |
Kalo |
Kalp |
Kals |
Kalt |
Kalu |
Kalv |
Kalw |
Kaly |
Kalz
Die Liste der Biografien führt alle Personen auf, die in der deutschsprachigen Wikipedia einen Artikel haben. Dieses ist eine Teilliste mit 226 Einträgen von Personen, deren Namen mit den Buchstaben „Kali“ beginnt.

## Kali
- Kali (* 1956), französischer Sänger
- Kali, Anouar (* 1991), niederländischer Fußballspieler

### Kalia
- Kaliades, athenischer Töpfer

### Kalib
- Kaliberda, Denis (* 1990), deutscher Volleyballspieler
- Kalibushi, Wenceslas (1919–1997), ruandischer Geistlicher, römisch-katholischer Bischof von Nyundo

### Kalic
- Kaličanin, Zaria (* 2008), serbische Leichtathletin
- Kalich, Bertha (1874–1939), US-amerikanische Schauspielerin
- Kalich, Ralf (* 1961), deutscher Politiker (SED, PDS, Die Linke), MdL
- Kalich, Rolf (* 1949), deutscher Fechter, Nationaltrainer (Fechten) der DDR und der Schweiz
- Kalichman, Seth C., US-amerikanischer klinischer Gemeindespsychologe und Professor für Sozialpsychologie an der University of Connecticut
- Kalichstein, Joseph (1946–2022), US-amerikanischer klassischer Musiker (Piano)
- Kalicki, Kim (* 1997), deutsche BobfahrerinKim Kalicki (* 1997)

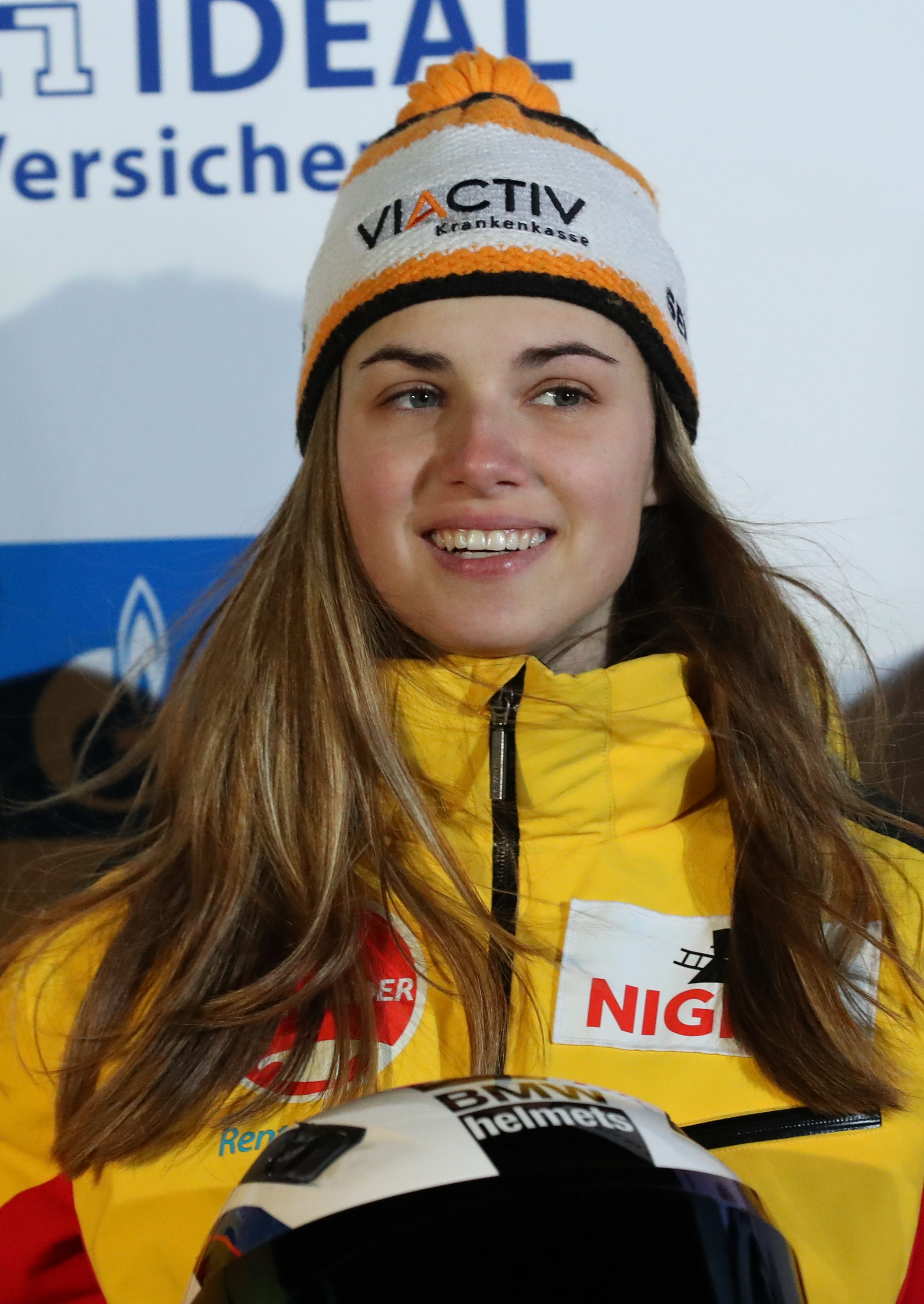
Kim Kalicki (* 1997)

### Kalid
- Kalidasa, indischer Dichter
- Kalide, Theodor (1801–1863), deutscher Bildhauer

### Kalie
- Kalies, Grit (* 1968), deutsche Physikochemikerin und Autorin
- Kalieva, Elvina (* 2003), US-amerikanische Tennisspielerin

### Kalig
- Kalig, Fabian (* 1993), deutscher Fußballspieler
- Kaliga, Herbert (1931–2024), deutscher Pianist
- Kaligaro, Rolando (* 1976), slowenischer Skisportler
- Kaligiorgis, Jeremias (1935–2025), griechischer Geistlicher, Metropolit der Schweiz

### Kalii
- Kaliii (* 2000), US-amerikanische Rapperin

### Kalik
- Kalik, Anton von (1818–1866), österreichischer Generalmajor, erster Leiter des Evidenzbüros
- Kalik, Michail Naumowitsch (1927–2017), sowjetisch-israelischer Regisseur und Drehbuchautor
- Kalikleas, antiker griechischer Töpfer
- Kalikles, antiker attischer Töpfer
- Kaliko, Krizz (* 1974), US-amerikanischer Rapper und Sänger
- Kalikow, Peter S. (* 1942), US-amerikanischer Unternehmer und Automobilsammler

### Kalil
- Kalil Abdala, Leonardo (* 1996), brasilianischer Fußballspieler
- Kalil kysy, Ainuska (* 2003), kirgisische Leichtathletin
- Kalil, Abdel (* 1997), venezolanischer Sprinter
- Kalil, Matt (* 1989), US-amerikanischer American-Football-Spieler
- Kalil, Ryan (* 1985), US-amerikanischer American-Football-Spieler
- Kalili, Akbar (1956–2018), iranischer Skirennläufer
- Kalili, Maiola (1909–1972), US-amerikanischer Schwimmer
- Kalili, Manuella (1912–1969), US-amerikanischer Schwimmer
- Kalilombe, Patrick Augustine (1933–2012), malawischer Geistlicher, römisch-katholischer Bischof

### Kalim
- Kalim (* 1992), deutscher RapperKalim (* 1992)

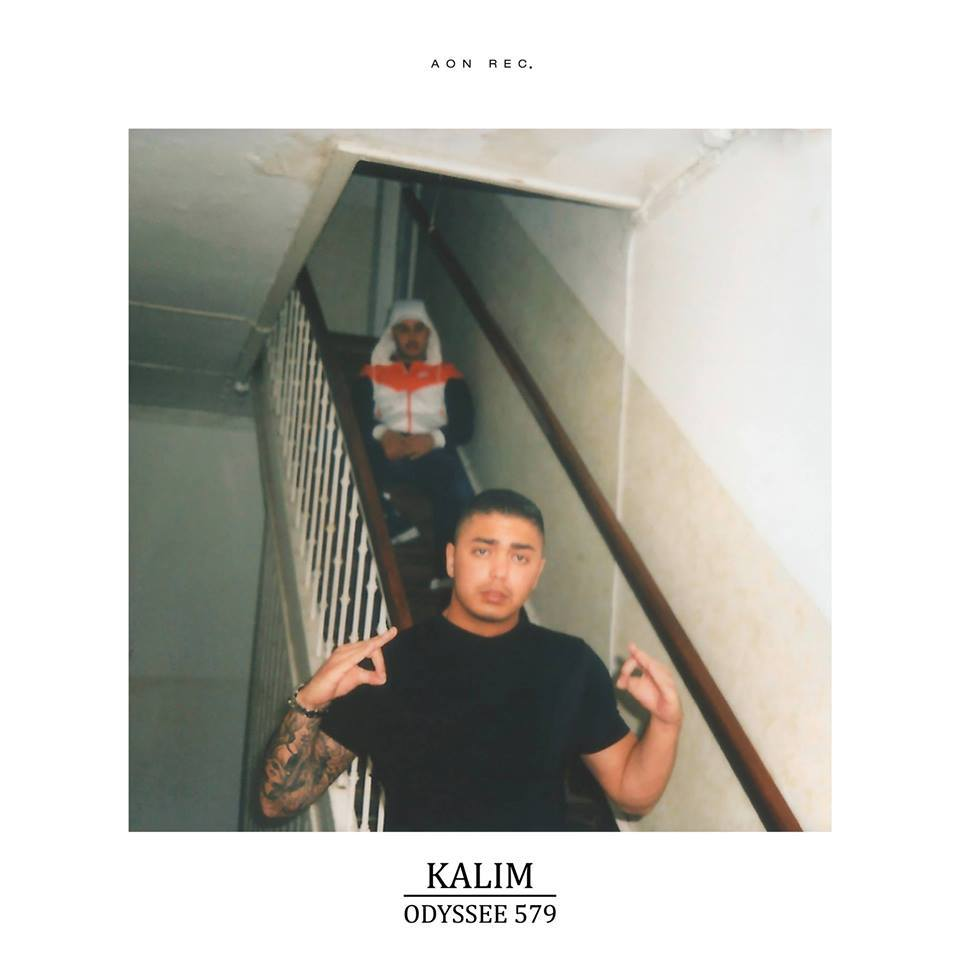
Kalim (* 1992)

- Kalima, Kalle (* 1973), finnischer Jazzgitarrist
- Kalima, Lauri (1916–2004), finnischer Hochspringer
- Kalima, Victoria (1972–2018), sambische Politikerin
- Kaliman I. Assen (1234–1246), Zar der Bulgaren (1241–1246)
- Kaliman II. Assen († 1256), Zar der Bulgaren (1256)
- Kalimbet, Iryna (* 1968), ukrainische Ruderin
- Kalimeri, Lizeta (* 1969), griechische Sängerin
- Kalimi, Isaac (* 1952), israelischer Judaist, Historiker, Altorientalist
- Kalimuendo, Arnaud (* 2002), französischer Fußballspieler
- Kalimulin, Marat Natfulowitsch (1988–2011), russischer Eishockeyspieler
- Kalimullah (* 1958), pakistanischer Hockeyspieler

### Kalin
- Kälin, Adalbert (1934–2019), Schweizer Lehrer, Autor und Veranstalter
- Kälin, Alfred (* 1949), Schweizer Skilangläufer und Nordischer Kombinierer
- Kälin, Alois (* 1939), Schweizer Skisportler
- Kälin, Annik (* 2000), Schweizer Siebenkämpferin
- Kälin, Barbara Marty (1954–2022), Schweizer Politikerin (SP)
- Kälin, Bernard (1887–1962), Schweizer Benediktinermönch, Abt der Abtei Muri-Gries
- Kalin, Boris (1905–1975), jugoslawischer Bildhauer
- Kalin, Claudia (* 1992), deutsche Fußballspielerin
- Kälin, Franz (* 1939), Schweizer Skilangläufer
- Kalın, İbrahim (* 1971), türkischer islamischer Theologe, Philosophiehistoriker und Politiker
- Kälin, Irène (* 1987), Schweizer Politikerin (Grüne)Irène Kälin (* 1987)

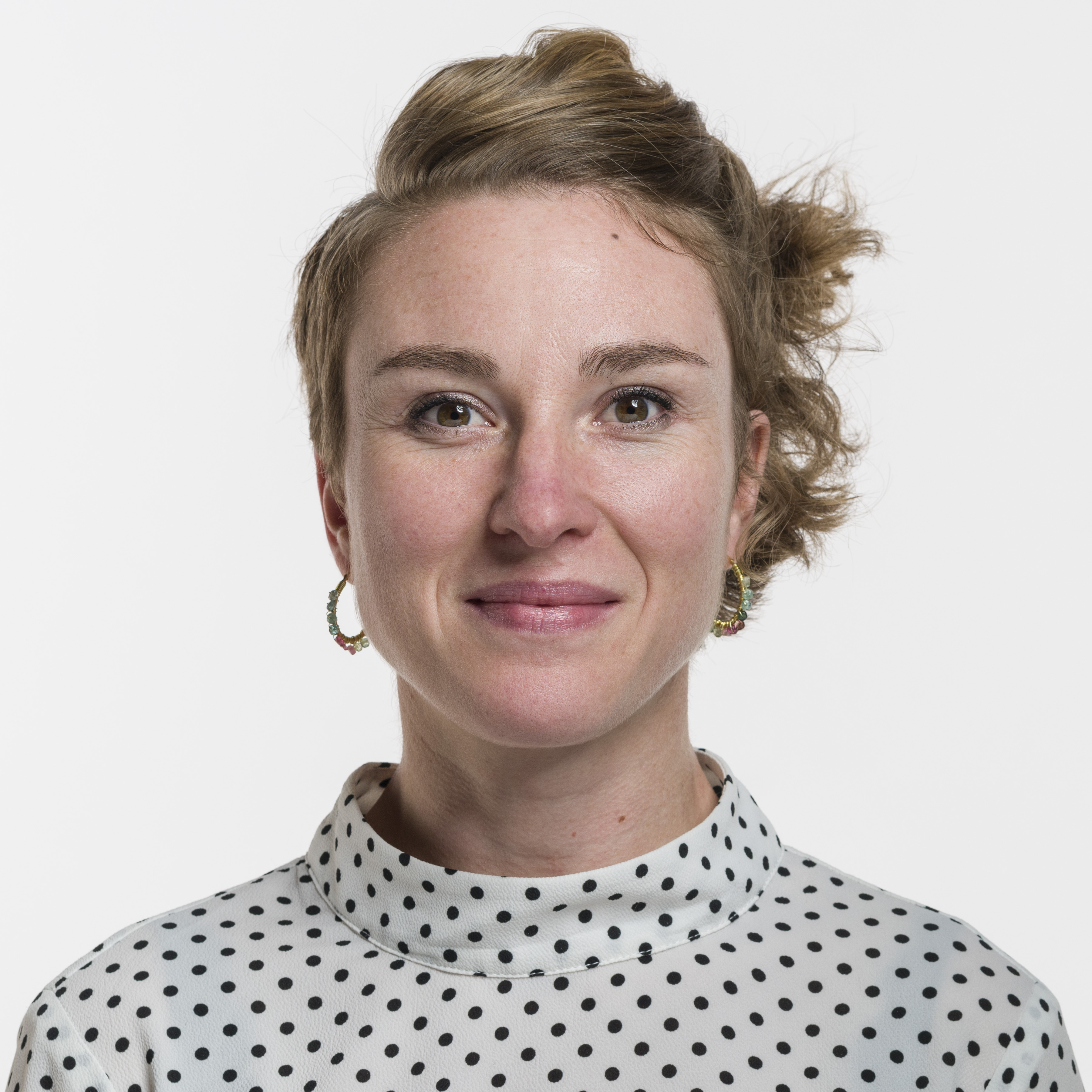
Irène Kälin (* 1987)

- Kälin, Josef (1887–1944), deutscher Verwaltungsjurist
- Kälin, Karl (1870–1950), Schweizer Geistlicher
- Kälin, Karl (1874–1959), Schweizer Politiker (CVP)
- Kälin, Karl (1943–2023), Schweizer Psychologe und Autor
- Kälin, Karl (* 1965), Schweizer Radrennfahrer
- Kalin, Leon (* 1957), slowenischer Handballfunktionär, Handballschiedsrichter
- Kälin, Marina (* 2003), Schweizer Skilangläuferin
- Kälin, Nadja (* 2001), Schweizer Skilangläuferin
- Kälin, Paddy (* 1976), Schweizer Fernsehmoderator
- Kälin, Pascal (* 1993), Schweizer Skispringer
- Kälin, Sandra (* 1971), Schweizer Fußballspielerin
- Kälin, Sandra (* 1987), Schweizer Fussballspielerin und Beachsoccer-Nationalspielerin
- Kälin, Sonia (* 1985), Schweizer Schwingerin
- Kälin, Stefan (* 1942), Schweizer Skirennläufer
- Kälin, Stefan (* 1966), Schweizer Filmeditor
- Kalin, Tom (* 1962), US-amerikanischer Drehbuchautor, Filmregisseur und Filmproduzent
- Kälin, Urs (* 1959), Schweizer Politiker (SP)
- Kälin, Urs (* 1966), Schweizer Skirennläufer
- Kalina, Adolf (* 1916), deutsches Mitglied der Volkskammer der DDR
- Kalina, Antonín (1870–1922), böhmisch-tschechischer Politiker
- Kalina, Čestmír (1922–1988), tschechoslowakischer Kugelstoßer
- Kalina, Josef (* 1958), österreichischer Politiker (SPÖ), Mitglied des BundesratesJosef Kalina (* 1958)

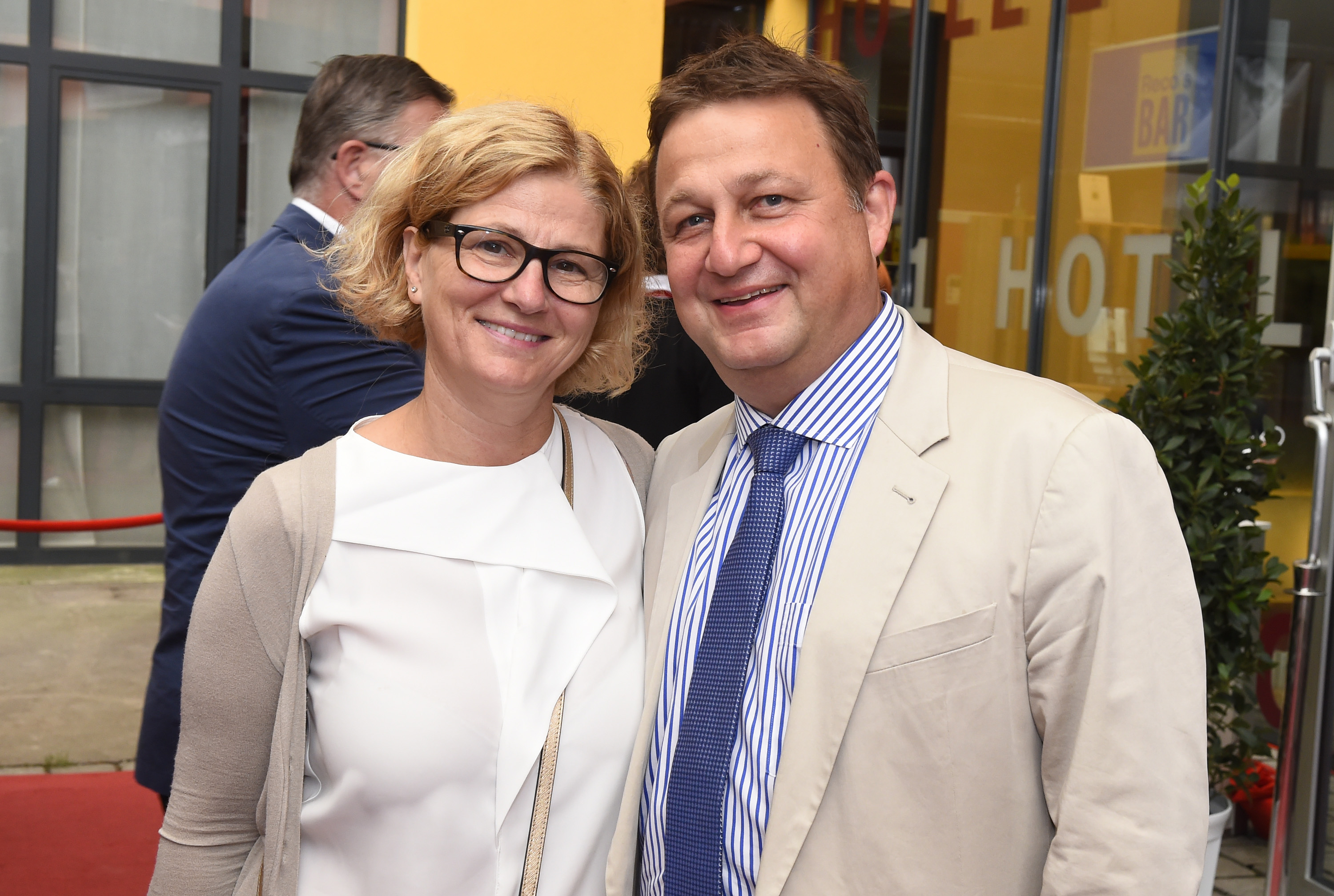
Josef Kalina (* 1958)

- Kalina, Josef Jaroslav (1816–1847), tschechischer Dichter, Literatur- und Naturwissenschaftler, Philosoph, Sammler von Volksschrifttum und Übersetzer
- Kalina, Milan (* 1956), jugoslawischer Handballspieler und -funktionär
- Kalina, Nastassja (* 1989), russische Biathletin
- Kalina, Noah (* 1980), US-amerikanischer Fotograf
- Kalina, Robert (* 1955), österreichischer Designer
- Kalina, Ron (1928–2016), US-amerikanischer Jazzmusiker (Mundharmonika, Piano, Komposition, Arrangement)
- Kalina, Sylvia (* 1947), deutsche Sprachwissenschaftlerin und Hochschullehrerin
- Kaliňák, Robert (* 1971), slowakischer Politiker, Mitglied des Nationalrats
- Kalinčiak, Ján (1822–1871), slowakischer Schriftsteller
- Kalinczuk, Jonél (1856–1934), österreichischer Arzt und Schriftsteller
- Kalinda, François-Xavier (* 1962), ruandischer Politiker
- Kaline, Al (1934–2020), US-amerikanischer Baseballspieler
- Kaling, Andreas (* 1960), deutscher Jazz- und Improvisationsmusiker (Basssaxophon)
- Kaling, Mindy (* 1979), US-amerikanische Autorin, Komödiantin und SchauspielerinMindy Kaling (* 1979)

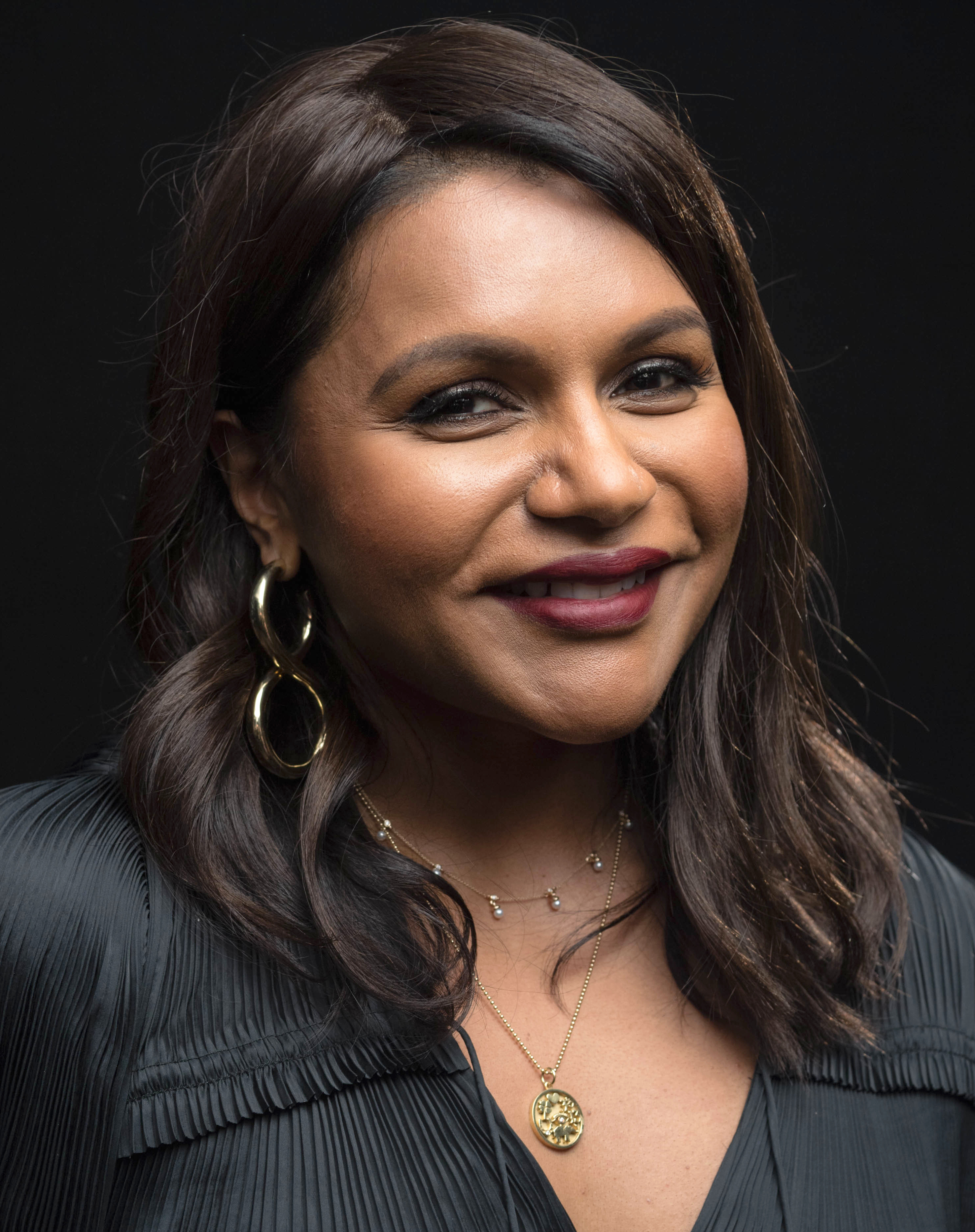
Mindy Kaling (* 1979)

- Kalinić, Lovre (* 1990), kroatischer Fußballtorhüter
- Kalinić, Nikola (* 1988), kroatischer Fußballspieler
- Kalinić, Zoran (* 1958), jugoslawischer und serbischer Tischtennisspieler
- Kalinin, Dmitri Wladimirowitsch (* 1980), russischer Eishockeyspieler
- Kalinin, Ihor (* 1959), ukrainischer Politiker
- Kalinin, Ihor (* 1995), ukrainischer Fußballspieler
- Kalinin, Ilja (* 1992), kasachischer Fußballspieler
- Kalinin, Juri Witaljewitsch (* 1953), sowjetischer Skispringer
- Kalinin, Konstantin (* 1885), russischer Sportschütze
- Kalinin, Konstantin Alexejewitsch (1889–1938), sowjetischer Flugzeugkonstrukteur
- Kalinin, Michail Iwanowitsch (1875–1946), sowjetischer Politiker, u. a. Vorsitzender des Präsidiums des Obersten Sowjet (und damit Staatsoberhaupt)Michail Iwanowitsch Kalinin (1875–1946)

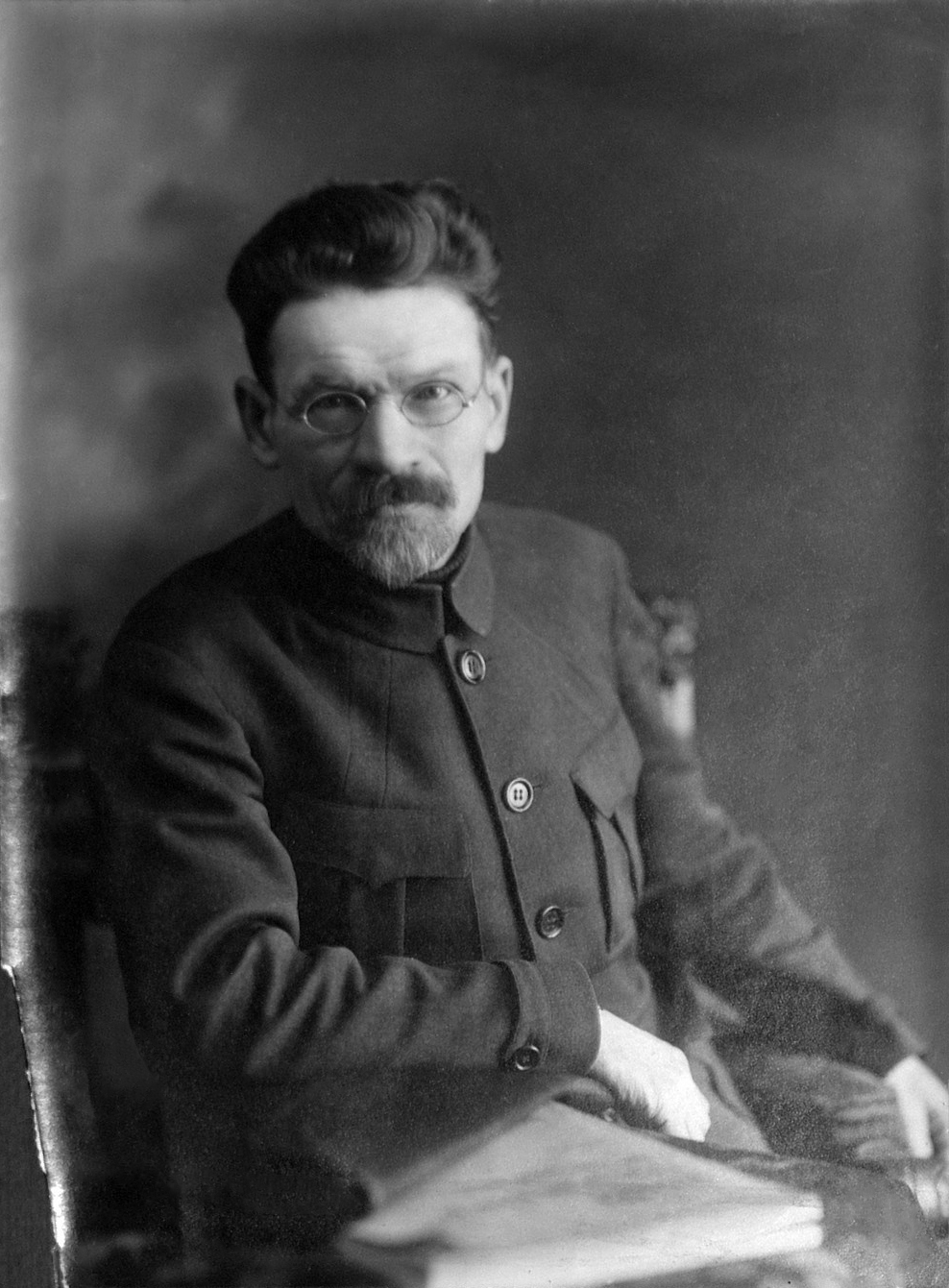
Michail Iwanowitsch Kalinin (1875–1946)

- Kalinin, Sergei Alexejewitsch (1926–1997), sowjetischer Sportschütze
- Kalinin, Sergei Iwanowitsch (1896–1971), sowjetischer Theater- und Film-Schauspieler, Theaterregisseur, Regie- und Schauspiellehrer
- Kalinin, Sergei Pawlowitsch (* 1991), russischer Eishockeyspieler
- Kalinina, Anhelina (* 1997), ukrainische Tennisspielerin
- Kalinina, Hanna (* 1979), ukrainische Seglerin
- Kalinina, Irina Pawlowna (* 1936), sowjetische Filmregisseurin und Filmproduzentin
- Kalinina, Irina Wladimirowna (* 1959), sowjetische Wasserspringerin
- Kalinina, Marija Fjodorowna (* 1971), russisches Model und Schauspielerin
- Kalinina, Olga, russische Molekularbiologin und Hochschullehrerin
- Kalinina, Wiktorija Wiktorowna (* 1988), russische Handballspielerin
- Kalinitschenko, Anton Jewgenjewitsch (* 1982), russischer Skispringer
- Kalinitschenko, Regina Sigmanto (* 1985), ukrainisch-russische Handballspielerin
- Kalinitschenko, Witalij (* 1993), ukrainischer Skispringer
- Kalinitschew, Sergei Leonidowitsch (* 1956), deutscher Schachgroßmeister
- Kalinka, Ernst (1865–1946), österreichischer Klassischer Philologe und Epigraphiker
- Kalinka, Werner (* 1952), deutscher Journalist und Politiker (CDU), MdL
- Kalinke, Ernst W. (1918–1992), deutscher Kameramann
- Kalinke, Margot (1909–1981), deutsche Politikerin (DP, CDU), MdL, MdBMargot Kalinke (1909–1981)

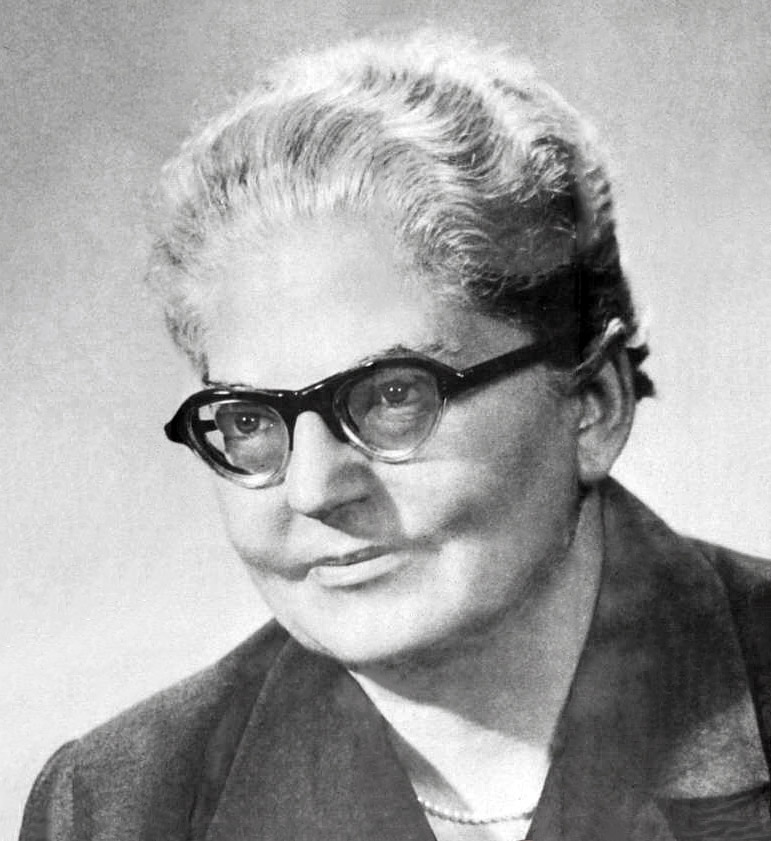
Margot Kalinke (1909–1981)

- Kalinke, Peter (1936–2020), deutscher Fußballspieler (DDR)
- Kalinke, Viktor (* 1970), deutscher Schriftsteller
- Kalinke, Willy (1904–1986), deutscher kommunistischer Widerstandskämpfer, politischer KZ-Häftling und SED-Landtagsabgeordneter
- Kalinnikow, Wassili Sergejewitsch (1866–1901), russischer Komponist
- Kalinnikow, Wiktor Sergejewitsch (1870–1927), russischer Musikwissenschaftler, Komponist und Chorleiter
- Kalinouskaja, Hanna (* 1985), belarussische Volleyballspielerin
- Kalinouski, Kastus (1838–1864), belarussischer Revolutionär, Publizist und Dichter
- Kalinová, Agneša (1924–2014), tschechoslowakische Journalistin, Publizistin, Filmkritikerin, Übersetzerin
- Kalinová, Andrea (* 1980), slowakische Fotografin und Filmemacherin
- Kalinová, Ľubomíra (* 1982), slowakische Skilangläuferin und Biathletin
- Kalinovska, Milena (* 1948), tschechisch-britisch-amerikanische Kunsthistorikerin und Kuratorin
- Kalinowskaja, Julija Alexandrowna (* 1983), russische Ruderin
- Kalinowski, Albert von (1826–1887), preußischer Generalmajor und Kommandeur der 17. Infanterie-Brigade
- Kalinowski, Armin (* 1961), deutscher Generalstabsarzt
- Kalinowski, Günter (1921–1971), deutscher Politiker (SPD), MdL
- Kalinowski, Hermann von (1823–1886), preußischer Generalmajor
- Kalinowski, Horst Egon (1924–2013), deutscher Maler, Grafiker und Bildhauer
- Kalinowski, Jarosław (* 1962), polnischer Politiker (PSL), Mitglied des Sejm, MdEP
- Kalinowski, Marcin (1605–1652), polnischer Hetman
- Kalinowski, Paul (1893–1968), deutscher Politiker (Zentrum, CDU), MdL
- Kalinowski, Raphael (1835–1907), polnischer Ordensgeistlicher, Karmelitenpater und Heiliger der römisch-katholischen Kirche
- Kalinowski, Sergei Arturowitsch (1975–2001), russischer Journalist
- Kalinowski, Victor (1879–1940), deutscher Schriftsetzer und Schriftsteller
- Kalinowski, Zygmunt (* 1949), polnischer Fußballspieler
- Kalinowsky, Lothar (1899–1992), deutschamerikanischer Psychiater
- Kalinskaja, Anna Nikolajewna (* 1998), russische TennisspielerinAnna Nikolajewna Kalinskaja (* 1998)

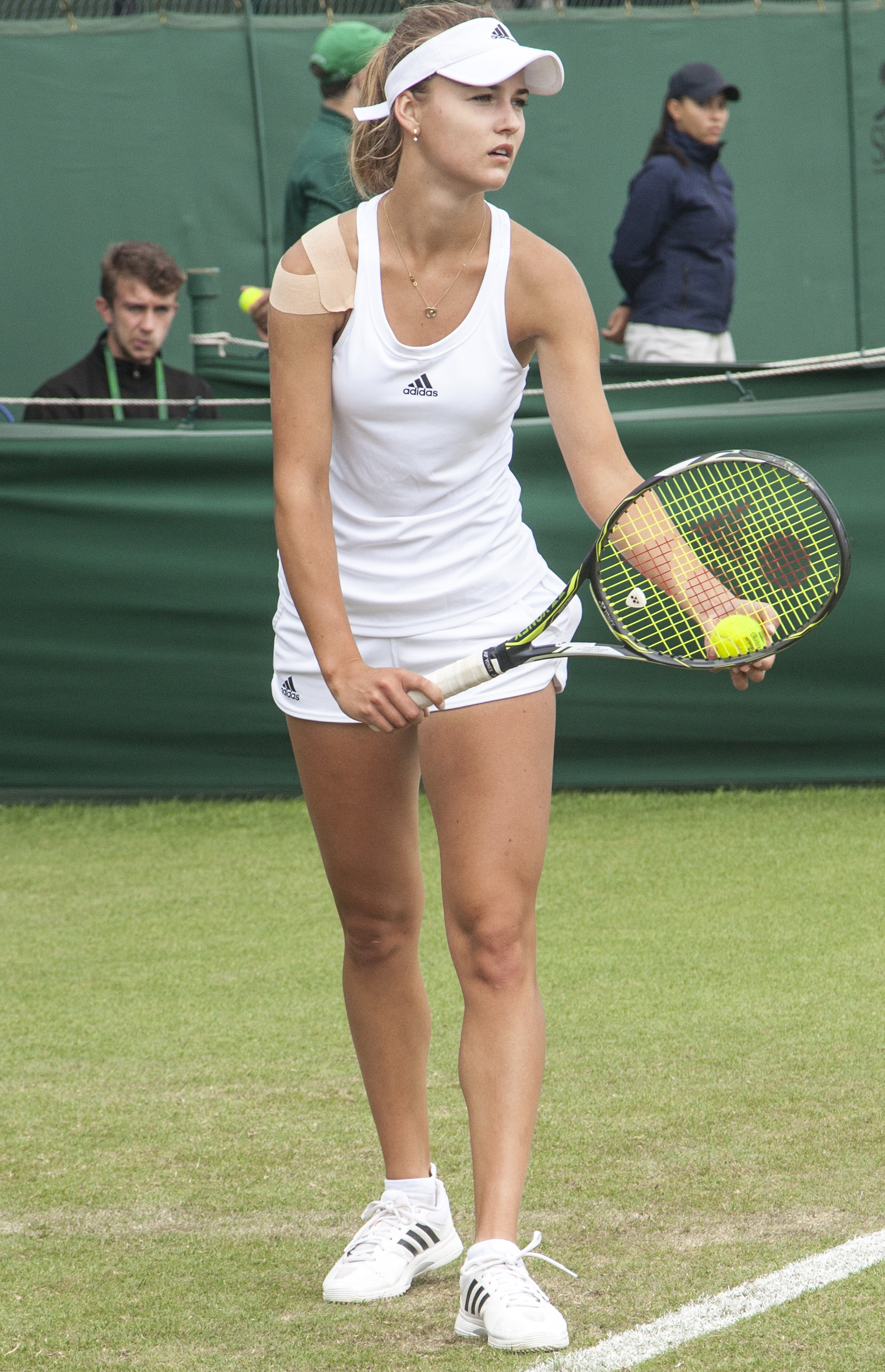
Anna Nikolajewna Kalinskaja (* 1998)

- Kaliński, Jan Damascen (1664–1726), polnischer Schriftsteller des Barocks, Rhetoriker und Priester
- Kalinski, Jon (* 1987), kanadischer Eishockeyspieler
- Kalinski, Nikolai Nikolajewitsch (* 1993), russischer Fußballspieler
- Kalinski, Siegmund (1927–2015), polnisch-deutscher Allgemeinarzt und Journalist
- Kalintschuk, Jekaterina Illarionowna (1922–1997), sowjetische Turnerin
- Kalintschyk, Ljudmila (* 1982), belarussische Biathletin

### Kalio
- Kaliopi (* 1966), nordmazedonische Rock- und Popsängerin

### Kalip
- Kalipp, Wolf (* 1951), deutscher Musik-, Orgel- und Kulturwissenschaftler, Instrumental- und Vokalpädagoge, Dirigent und Hochschullehrer

### Kalir
- Kaliramna, Seema (* 1999), indische Diskuswerferin

### Kalis
- Kališ, František (* 1953), tschechoslowakischer Radsportler
- Kalisa, Karin (* 1965), deutsche Schriftstellerin, Japanologin
- Kalisch Kraber, Joan (1941–2013), amerikanische Geigerin
- Kalisch, Claudia (* 1972), deutsche Politikerin (Bündnis 90/Die Grünen), Oberbürgermeisterin von LüneburgClaudia Kalisch (* 1972)

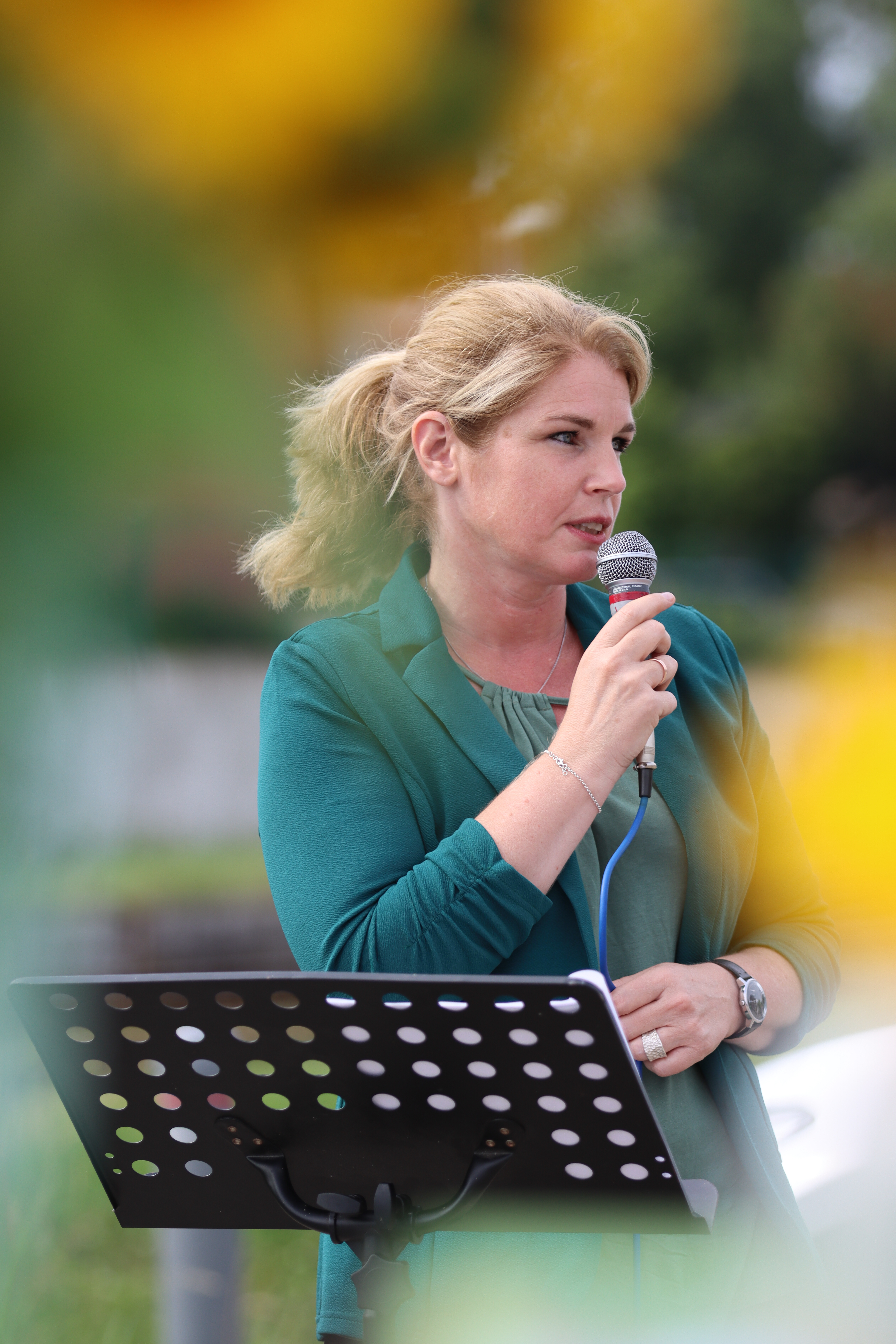
Claudia Kalisch (* 1972)

- Kalisch, David (1820–1872), deutscher Schriftsteller
- Kalisch, Enno (* 1973), deutscher Schauspieler und Improvisationskünstler
- Kalisch, Helene (1878–1945), deutsche Modistin und Schriftstellerin
- Kalisch, Joachim (1929–2020), deutscher Politiker (CDU)
- Kalisch, Johannes (1928–2002), deutscher Historiker und Professor an der Universität Rostock
- Kalisch, Lena (* 1989), deutsch-israelische Schauspielerin
- Kalisch, Ludwig (1814–1882), deutscher Schriftsteller
- Kalisch, Paul (1855–1946), deutscher Opernsänger (Tenor)
- Kalisch, Peter (1921–1992), deutscher Schauspieler
- Kalisch, Sven (* 1966), deutscher Islamwissenschaftler
- Kalisch, Viktor (1902–1976), österreichischer Kanute
- Kalisch, Werner (1912–1999), deutscher Kirchenrechtler
- Kalisch-Rotem, Einat (* 1970), israelische Architektin und Politikerin der Awoda
- Kalischer, Alfred Christlieb (1842–1909), deutscher Schriftsteller und Musikwissenschaftler
- Kalischer, Clemens (1921–2018), deutscher Fotograf
- Kalischer, Georg (1873–1938), deutscher Chemiker und Manager in der Chemischen Industrie
- Kalischer, Hans Erich (1903–1966), deutscher Ökonom und Fotograf
- Kalischer, Otto (1869–1942), deutscher Neurologe und Anatom
- Kalischer, Salomon (1844–1924), deutscher Komponist, Pianist und Physiker
- Kalischer, Siegfried (1862–1954), deutscher Neurologe
- Kalischer, Zwi Hirsch (1795–1874), deutscher Rabbiner und Vorläufer des religiösen Zionismus
- Kalischnig, Martin (* 1986), österreichischer Handballspieler
- Kalish, Donald (1919–2000), US-amerikanischer Mathematiker und Philosoph
- Kalish, Gilbert (* 1935), US-amerikanischer Pianist und Musikpädagoge
- Kalish, Ryan (* 1988), US-amerikanischer Baseballspieler
- Kaliská, Elena (* 1972), slowakische Kanutin
- Kalisker, Abraham († 1810), Führer der Chassidim in Litauen und Tiberias
- Kaliski, Julius (1877–1956), deutscher Sozialdemokrat, Schriftsteller und Politiker jüdischer Abstammung
- Kaliski, Lotte (1908–1995), deutsche Schulleiterin und -gründerin
- Kalisky, René (1936–1981), belgischer Schriftsteller französischer Sprache
- Kalist, Francis (* 1957), indischer Geistlicher, römisch-katholischer Erzbischof von Pondicherry und Cuddalore
- Kalist, François (* 1958), französischer Geistlicher, Erzbischof von Clermont
- Kalista, Zdeněk (1900–1982), tschechischer Historiker, Dichter, Literaturkritiker, Herausgeber und Übersetzer
- Kalisto (* 1986), US-amerikanischer WrestlerKalisto (* 1986)

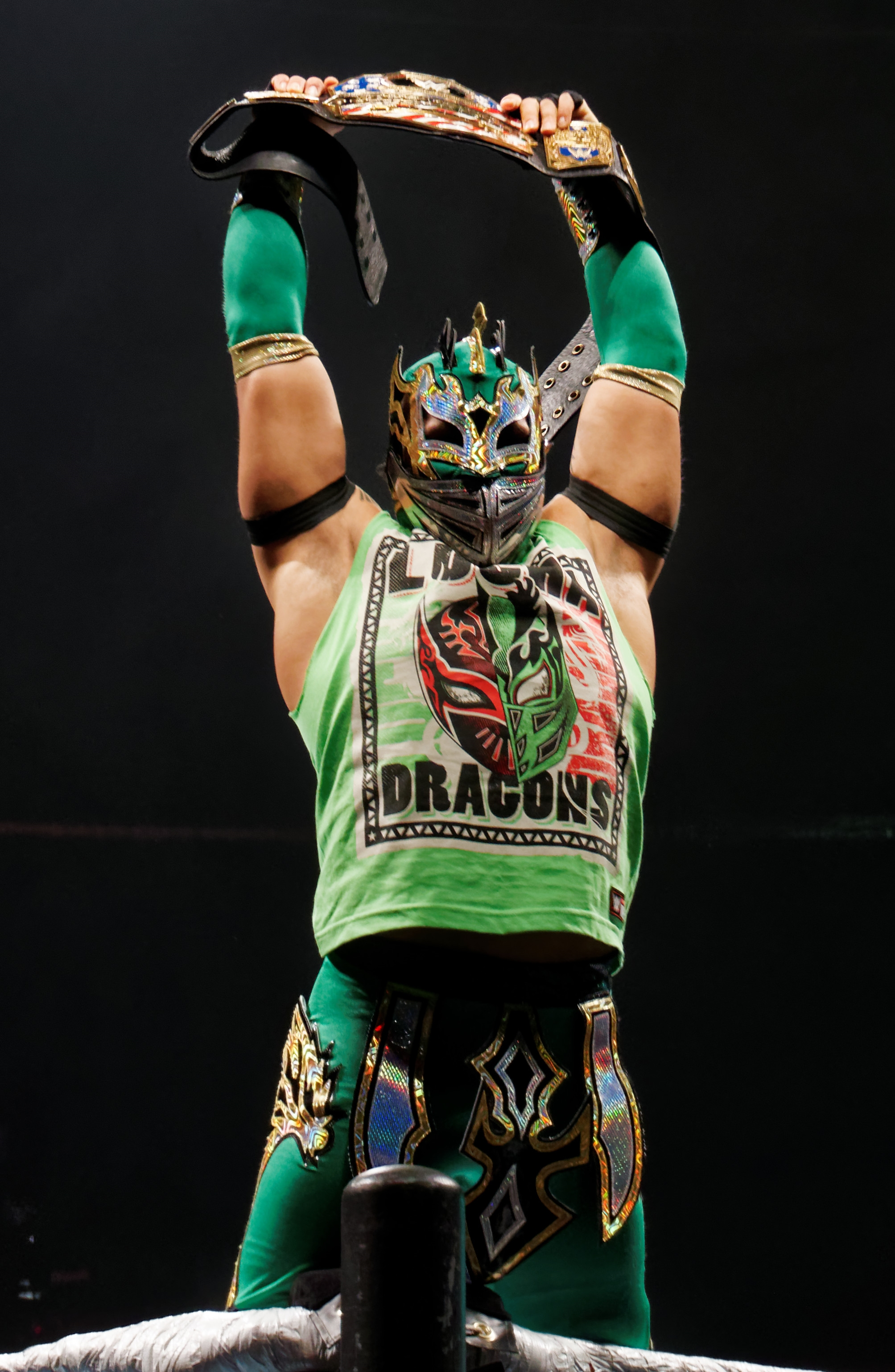
Kalisto (* 1986)

- Kalistratow, Timofei Wladimirowitsch (* 2003), russischer Fußballspieler
- Kalisz, Chase (* 1994), US-amerikanischer Schwimmer
- Kalisz, Raymond Philip (1927–2010), US-amerikanischer Ordensgeistlicher, katholischer Bischof von Wewark
- Kalisz, Ryszard (* 1957), polnischer Politiker, Mitglied des Sejm

### Kalit
- Kalita, Iwan Alexandrowitsch (1927–1996), russischer Dressurreiter
- Kalita, Nikolaus (* 1943), österreichischer Popmusiker und Komponist
- Kaliterna, Luka (1893–1984), kroatischer Fußballtrainer und -spieler
- Kalitsch, Friedrich von (1786–1870), deutscher Kammerherr, Landtagsabgeordneter
- Kalitsch, Friedrich von (1858–1938), deutscher Forstmann
- Kalitsch, Hermann von (1818–1891), Gutsherr und Abgeordneter im Landtag des Herzogtums Anhalt
- Kalitsch, Karl von (1746–1814), deutscher Wirklicher Geheimer Rat
- Kalitsch, Leopold von (1889–1967), deutscher Gutsherr und Ornithologe
- Kalitsch, Richard von (1822–1906), deutscher Forstwissenschaftler und Ornithologe
- Kalitsch, Werner von (1851–1923), deutscher Landschafts- und Tier- und Jagdmaler, Gutsherr sowie Kammerherr
- Kalitsounakis, Ioannis (1878–1966), griechischer Byzantinist und Neogräzist
- Kalitta, Scott (1962–2008), US-amerikanischer Rennfahrer
- Kaliturina, Olga Wiktorowna (* 1976), russische Hochspringerin
- Kalitzakis, Ioannis (* 1966), griechischer Fußballspieler
- Kalitzke, Ernst (* 1903), deutscher Politiker (NSDAP); Mitglied des Volkstages in der Freien Stadt Danzig
- Kalitzke, Johannes (* 1959), deutscher Komponist und Dirigent
- Kalitzki, Bruno (1890–1953), deutsch-israelischer Architekt

### Kaliv
- Kalivoda, David (* 1982), tschechischer Fußballspieler
- Kalivoda, Gregor (* 1949), deutscher Sprachwissenschaftler
- Kalivoda, Tomáš (* 1998), tschechischer Skilangläufer
- Kalivoda, Viktor (1977–2010), tschechischer Amokläufer

### Kaliy
- Kaliyanda Poonacha, Niki (* 1995), indischer Tennisspieler
- Kaliyanil, Alex Thomas (* 1960), indischer Geistlicher, römisch-katholischer Bischof
- Kaliyev, Arthur (* 2001), US-amerikanischer Eishockeyspieler usbekischer Herkunft

### Kaliz
- Kalizki, Kasimir Petrowitsch (1873–1941), russischer Geologe und Hochschullehrer